# 刀鯒
刀鯒，為輻鰭魚綱鮋形目牛尾魚科的其中一種。分布於西北太平洋區，模式種在中國廣東省，屬底棲性魚類，喜砂泥質海底，以小魚、甲殼類為食。